# Vyhýbavá porucha osobnosti

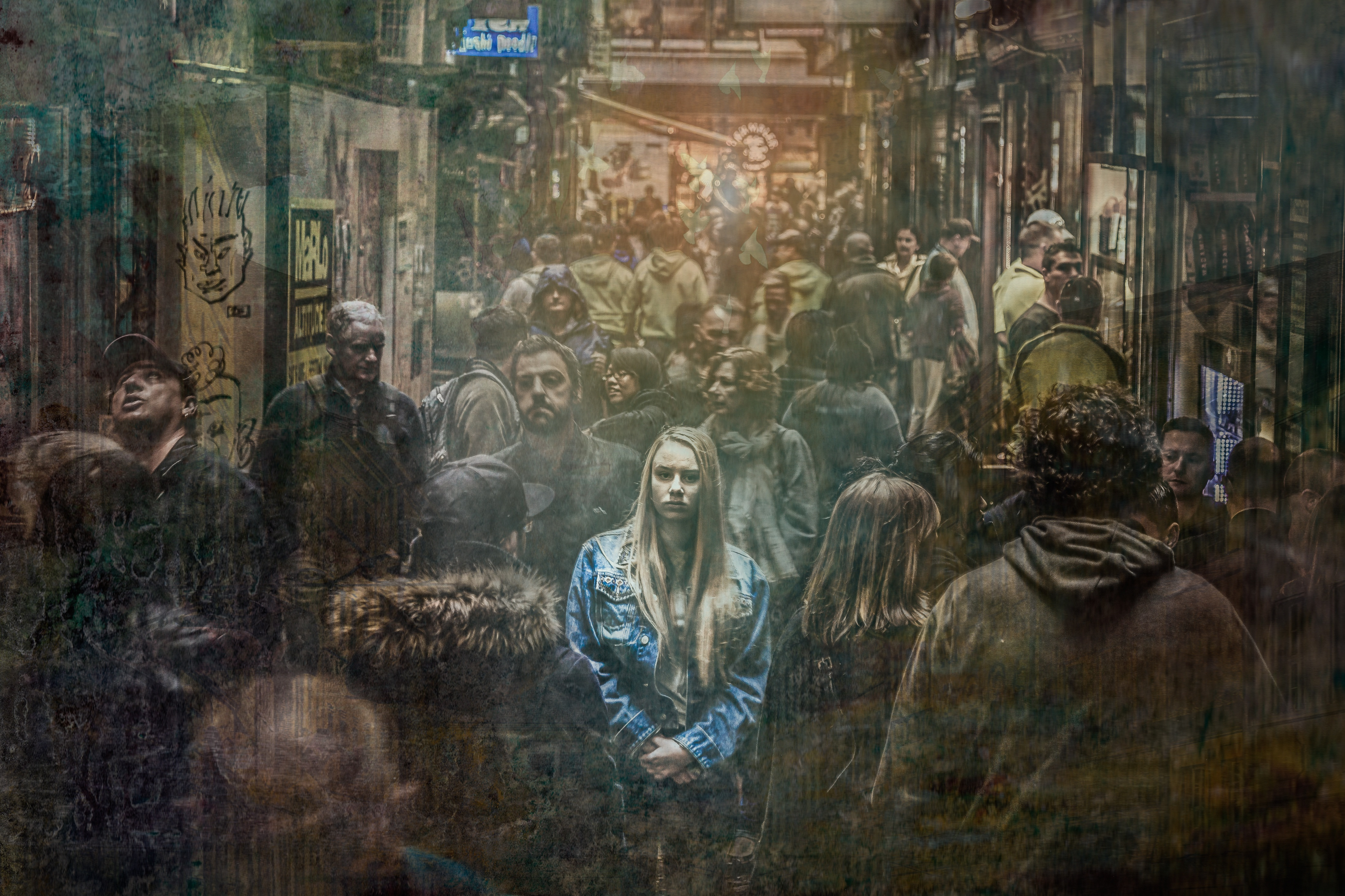
Ilustrace popisující vyhýbavou poruchu osobnosti

Vyhýbavá porucha osobnosti je porucha osobnosti zapsaná v Diagnostickém a statistickém manuálu mentálních poruch. Tato porucha je extrémní variantou základních osobnostních rysů introverze a neuroticismu. Tyto vrozené rysy jsou posilovány hyperprotektivitou a nadměrnou kritikou vychovatelů v dětství. Vyhýbavá porucha osobnosti se objevuje u 1–2% osob v populaci, ale až u 5–25% klinických pacientů. Nácvik sociálních dovedností a expoziční léčba se zdá být pro tyto lidi velmi užitečnou. Ke snížení celkové úzkostnosti mohou pomoci také antidepresiva.
Lidé s touto poruchou zažívají dlouhotrvající pocity neschopnosti a jsou extrémně citliví na to, co si o nich druzí myslí. To vede postižené k sociální inhibici a pocitu sociální neobratnosti. Kvůli těmto pocitům neschopnosti a inhibice se osoba s vyhýbavou poruchou osobnosti bude chtít vyhýbat práci, škole a všem aktivitám zahrnujícím socializaci a interakce s ostatními. Osoby s vyhýbavou poruchou osobnosti ostražitě hodnotí počínání a výrazy tváře těch, se kterými přijdou do kontaktu. Jejich vystrašené a napjaté chování může vyvolat posměch, které v obratu potvrzuje jejich sebepochybnosti. Jsou velmi úzkostní ohledně možnosti, že na kritiku budou reagovat pláčem nebo červenáním. Jsou popisování ostatními jako stydliví, plaší, osamělí nebo izolovaní.
Největší problémy tato porucha způsobuje v pracovním nebo sociálním životě. Nízké sebevědomí a přecitlivělost na nepřijetí souvisejí s omezenými mezilidskými kontakty. Tito lidé se mohou stát relativně izolovaní a obvykle nemají přátele, kteří s překonáním problémů mohou pomoci. Dychtí po zalíbení a přijetí a často si vysnívají idealizované vztahy s ostatními. Vyhýbavé chování může také nepříznivě ovlivnit pracovní zařazení, protože tito lidé se vyhýbají typům sociální interakce, která je nutná pro pracovní činnost nebo povýšení.

## Příznaky a symptomy
- Přecitlivělost na nepřijetí/kritiku
- Dobrovolná sociální izolace
- Extrémní stydlivost/úzkost v sociálních situacích, přestože touží po blízkých kontaktech
- Vyhýbá se fyzickému kontaktu, protože je spojen s nepříjemnými pocity
- Pocity neschopnosti
- Extrémně nízká sebeúcta
- Odpor k sobě samému
- Nedůvěra k ostatním
- Emoční odstup k intimitě
- Problémy v pracovním zařazení
- V některých extrémních případech se objevuje agorafobie
- Užívá fantazii k přerušení toku nepříjemných myšlenek

## Příčiny
Příčiny vyhýbavé poruchy osobnosti zatím nejsou jasně definované a mohou být ovlivněny kombinací sociálních, genetických a psychologických faktorů. Porucha může souviset s temperamentem, který byl zděděn. Emoční zanedbávání v dětství a vyloučení z kolektivu jsou spojované se zvýšeným rizikem propuknutí této poruchy.